# シャドウズ・オブ・ナイト
シャドウズ・オブ・ナイト（The Shadows of Knight）はイリノイ州シカゴ出身のアメリカン・ロック・バンドで、生まれ故郷の影響を受けたブリティッシュ・ブルースを演奏していた。1965年にレコーディングを始めたとき、バンドの自己紹介は「ストーンズ、アニマルズ、ヤードバーズはシカゴ・ブルースをイギリス風に解釈した。我々はブルースの英語ヴァージョンを取り入れ、シカゴ・テイストを加え直した」というもので、これに対してロック評論家のリッチー・ウンターバーガーは「シャドウズ・オブ・ナイトの自己紹介はかなり正確だった」とコメントしている。

## ヒストリー

### 1960年代
バンドは1964年、単にシャドウズとして結成された。1965年の春、バンドはすでに存在していたイギリスのグループ、シャドウズの存在を知った。彼らのマネージャー、ポール・サンプソンのレコード・ショップで働いていた友人ウィズ・ウィンターズは、当時の音楽のブリティッシュ・インヴェイジョンにちなんで、また、メンバーの4人がイリノイ州マウントプロスペクトのプロスペクト高校に通っており、そのスポーツ・チームの名前が「ナイツ」だったことから、「シャドウズ・オブ・ナイト」という名前を思いついた。
創設メンバーにはジム・ソーンズ（ヴォーカル、1946-2022年）、ウォーレン・ロジャース（リード・ギター）、ノーム・ゴッチ（リズム・ギター）、ウェイン・パーセル（ベース・ギター）、トム・シフォー（ドラムス）。結成から5年間で3枚のアルバムをリリース。1965年初秋、パーセルが大学進学のためにバンドを脱退し、ジョー・ケリーがベース奏者としてスカウトされた。ケリーは1965年後半、「Gloria」のレコーディング時にベースとリードをロジャースと交代する。ギタリスト兼ヴォーカリストのジェリー・マクジョージは、ゴッチが米海軍に入隊してベトナムに赴任した後、1965年後半にノーム・ゴッチと交代した。後にルーファスやチャカ・カーンと活動するデヴィッド・ホーク・ウォリンスキーが、1966年後半にロジャースの後任としてベースを務めた。
1964年と1965年にシカゴの北西郊外で演奏した後、シャドウズ・オブ・ナイトはサンプソンが所有するイリノイ州アーリントン・ハイツのザ・セラーでハウス・バンドとなった。サンプソンが他のバンドのブッキングを始め、彼らに休息を与えるまで、彼らは「セラー」で半年以上、毎週土曜日と日曜日に500人以上のティーンエイジャーを魅了した。(ザ・セラーでのシャドウズ・オブ・ナイトの演奏を録音したものが2018年、サンデイズド・ミュージックより『Alive in '65』としてリリースされ、5人のオリジナル・メンバーが披露された)
1965年初夏、シカゴのマコーミック・プレイスで行われたザ・バーズのサポートでの素晴らしいパフォーマンスは、ダンウィッチ・レコードのレコード・プロデューサー、ビル・トラウトとジョージ・バドンスキーの目に留まった。そのライヴで、彼らはヴァン・モリソンのバンド、ゼムの「Gloria」を演奏した。バンドはその後すぐにダンウィッチと契約し、最初の作品として「Gloria」をレコーディングした。
1965年12月にリリースされた「Gloria」は、地方でオンエアされた。バンドはこの曲の歌詞を少し変え、モリソンがオリジナルで歌っていた 「She comes to my room, then she made me feel alright」を「She called out my name, that made me feel alright」に置き換えた。この単純な変更により、当時主流だったAMラジオの検閲を乗り越え、ザ・シャドウズ・オブ・ナイトのカヴァー・ヴァージョンがシカゴのAMラジオ放送局「WLS」のプレイリストに載ることになった。このシングルは同ラジオ局のカウントダウンで1位を獲得し、地元ライバルのWCFLでも1位を獲得した。ビルボード全米チャートでは「Gloria」は10位まで上昇。キャッシュボックスチャートでは7位にランクインした。カナダではRPM誌のチャートで8位を記録した。「グロリア」は100万枚以上を売り上げ、RIAAからゴールドディスクを授与された。
シャドウ・オブ・ナイトはすぐにアルバム『Gloria』をリリースし、続いて1966年夏にLP『Back Door Men』をリリース。その後のシングルには、ボ・ディドリーの曲「Oh Yeah」（全米39位）のヴァージョンが含まれ、「Bad Little Woman 」（91位）、そして強力な「I'm Gonna Make You Mine」（90位）。しかし、どれも最初の商業的成功には及ばなかった。グロリア」に続くヒット曲を見つけられなかったことが、バンドの収益力を低下させ、バンドの崩壊につながった。トム・シフォーは1967年春にバンドを脱退し、まず地元の若いファン、ブルース・ブラスカートが後任となった。その後、トム・モリスが後任となった。マクジョージがアシッド・ロック・バンドのH. P. ラヴクラフトに移籍すると、オリジナル・バンドはさらに分裂し、ケリーは自身のブルース・バンドを結成するために脱退した。ホーク・ウォリンスキーもバンドを脱退し、シフォーとギタリストのアラン・デ・カルロとともにバンガー・フライング・サーカスを結成した。
1967年半ばには、シャドウズ・オブ・ナイトのオリジナル・メンバーはヴォーカルのジム・ソーンズしか残っておらず、彼はバンド名を商標登録し、グループの遺産を受け継いだ。バンドの第2世代には、ドラムとヴォーカルにケニー・ターキン、リード・ギターとヴォーカルにスティーヴ（ウッディ）・ウッドラフ、リズム・ギターとヴォーカルにダン・ボーマン、ベース・ギターとヴォーカルにジョン・フィッシャーが加わった。この世代のバンドは、その後18ヶ月間一緒に演奏することになる。ソーンスはニューヨークのブッダ・レコードと契約。ソーンスはバンドをブリティッシュ・パワー・ロックの方向に持っていきたいと思っていたが、ブッダのスーパーKレコード・レーベルが彼らをより商業的な方向に引っ張っていき、バンドは1910フルーツガム・カンパニーやオハイオ・エクスプレスといったバブルガム・グループとツアーを共にした。1969年、2代目シャドウズ・オブ・ナイトは、ブッダの短命に終わった子会社チーム・レコードから「Shake」をリリース、最終的に46位（カナダでは37位、1968年12月）まで上昇した。同年、バンドが知る由もなく、同意する由もなく、ダンウィッチから売れないアップデート曲「Gloria '69」がリリースされた。
「Shake」とそのB面「From Way Out to Way Under」は、実際にはソーンズと多くのスタジオ・ミュージシャンによってレコーディングされ、ソーンズによって再結成されたシャドウズ・オブ・ナイトがフォローアップ・アルバムをレコーディングすることになっていた。そのアルバム『シャドウズ・オブ・ナイト』は、今日、パンクとバブルガム・ミュージックをミックスしようとした、独特の奇妙なレコーディングとみなされている。1960年代から1970年代にかけて、シカゴのジャズ・ロック、ブルーアイド・ソウル、ブルース・ロック、ガレージ・ロック・シーンには、シャドウズ・オブ・ナイト、シカゴ、ザ・バッキンガムズ、ザ・モーズ、ザ・アイズ・オブ・マーチなどがいた。

### 1970年代–1980年代
オリジナル・シャドウズ解散後の4年間は、経済的な成功はほとんどなく、暗い創作期間だった。バンドのレパートリーはポップスのカバー曲が中心で、クラブで演奏することで生き延びていた。第2世代のバンドは進化を続けた。ボーマンは金属彫刻のキャリアを追求するために脱退。1969年初めにターキンの後任としてポール・スカーペリが加入し、1970年にはウッドラフの後任としてジャック・"ホークアイ"・ダニエルズがギターを担当した。バンドのラインナップは2年間変わらなかった。その間に 「I Am the Hunter」をレコーディングした。1971年、ベースのジョン・フィッシャーに代わってホルヘ・ゴンザレスが加入。その後、スタジオ・ベーシストのドン・フェローンに代わった。
1972年、ナゲッツはレニー・ケイによって作られ、アルバムにはシャドウ・オブ・ナイトの1966年の「Oh Yeah」が収録された。その後数十年にわたり、ソーンズはオールディーズ・サーキットでさまざまなグループの前座を務めた。彼はまた、1978年から1980年までスカフィッシュというバンドのロード・マネージャーになることを選び、音楽ビジネスにおける自分の将来について考えていた時期もあった。彼はバンドのアンコールで「Gloria」を歌うためにバンドに参加した。

### 1990年代
シャドウズ・オブ・ナイトは、1998年にサンデイズド・ミュージックからリマスターされた最初の2枚のアルバムがリリースされたことで、1990年代に再び世間の関心を集めた。1992年、パフォーマンス・レコード（別名 「Donewitch 」レコード）から『The Shadows Of Knight - Live, Featuring 「Gloria」』がリリースされた。これは、1972年にイリノイ州ロックフォードで録音された未発表ライブである。このアルバムには、「ウィリー・ディクソンの 「I Just Want to Make Love to You 」の、素晴らしくブリスターなギター・レイス・エクステンデッド・ヴァージョン」も収録されており、その長さは12分近くに及ぶ。また1992年には、もう1つのライヴ録音『Raw 'n' Alive at The Cellar, 1966』がサンデイズド・ミュージックからリリースされている。リッチー・ウンターバーガーによれば、「これは60年代半ばのガレージ・バンドのライヴ・テープの中でも、（当時の水準を考えれば）比較的まともな音質の数少ないもののひとつである。このセットの選曲も、1966年12月に彼らの地元シカゴのクラブで撮影された、最も有名な60年代ガレージ・バンドのファンを喜ばせるだろう」とある。1994年、ライノ・レコードから『ダーク・サイドズ』がリリースされた： ベスト・オブ・ザ・シャドウズ・オブ・ナイト』である。特に「I Just Want to Make Love to You」が収録されていないことを考えると、ウンターバーガーはこのコレクションに複雑な思いを抱いていた。

### 2000年代
2006年、シャドウズ・オブ・ナイトはロマンティックスと共にリトル・スティーヴンの全国ツアー 「Underground Garage 」のヘッドライナーを務めた。また、シャドウズはチープ・トリックのハロウィン・ショー（「Cheap Trick or Treat」）にも参加し、ロマンティックスとチャームズのメンバーもゲスト出演した。このパフォーマンスは、その後VH-1クラシックで放映された。2006年のツアーでは、リック・ミューレン（ヴァン・モリソン、コマンダー・コーディ、ドン・マクリーンのメンバー）、ヴィンス・マーテル（ヴァニラ・ファッジ）、マーク・スタイン（ヴァニラ・ファッジ）、ロマンティックスのメンバーらがステージに立った。また2006年には、ボビー・メッサーノとリー・ブロヴィッツの共同プロデュースによる新曲CD『A Knight to Remember』がリリースされた。メッサーノは、このアルバムで全ギターを演奏し、バック・ヴォーカルをアシストしている。
2008年、バンドは 「The Psychedelic Shack Tour」の一環としてツアーを行い、再結成ナッズ、ヴィンス・マーテル、時にはヘンリー・グロスも参加した。また2008年には、「Gloria」をさらに再編集した新CD『Rock 'n' Roll Survivors』がリリースされた。

### 2010年代–2022年
2013年9月1日、肺がんとの短い闘病生活の末、ジョー・ケリーが死去した。67歳だった。
2016年8月20日、ソーンスの70歳の誕生日と『グロリア』発売50周年を記念して、イリノイ州アーリントンハイツで再結成コンサートが開催され、ソーンスとオリジナル・メンバーのトム・シフォー、ジェリー・マクジョージ、ホーク・ウォリンスキーが再集結した。この公演の録音は2020年にギビング・シェルターからジェフ・ミラー＝サックスのプロデュースでリリースされた。
2020年5月27日、クラシック時代のメンバーであるジミー・ソーンズとジェリー・マクジョージは、プロデューサー／ミュージシャンのマイケル・ウェーバーと組み、53年ぶりのニューシングル 「Wild Man」をリリースした。2020年11月6日、このレコードはB面の「I Ain't Got You」のリメイクとともにスティーヴン・ヴァン・ザントのウィキッド・クール・レコードからリリースされ、翌週にアメリカの放送局、シリウスXMのアンダーグラウンド・ガレージでデビューした。
2022年3月、ジミー・ソーンズは、1970年代後半から活動するイタリアのネオ・サイケデリック・バンド、ジョン・ポヴェイ（元プリティ・シングス）とテクニカラー・ドリームとのコラボレーションによる唯一のソロ・シングルをリリースした。テクニカラー・ドリームは、2013年から2019年にかけて、トゥインクとともに3枚のアルバムをリリースしている。シングルには、テクニコロア・ドリームのマルコ・コンティとファビオ・ポレッティ、そしてジョン・ポヴェイが作詞作曲したガレージ／サイケデリックな2曲「Born Again」と「Isis Calling」が収録されている。
リード・シンガーでオリジナル・メンバーのジェームス・"ジミー"・ソーンズ（1946年8月23日シカゴ生まれ）は、2022年7月29日、脳卒中の合併症のため75歳で死去。

## メンバー
- ジム・ソーンズ - ヴォーカル（1964年〜2022年）
- ウォーレン・ロジャース - ベース、リード・ギター、ヴォーカル（1964年～1967年）
- トム・シフォー - ドラム（1964年～1967年、2016年）
- ジェリー・マクジョージ - リズム・ギター、バッキング・ヴォーカル（1965年～1967年、2016年、2020年～2022年）
- ジョー・ケリー - リード・ギター（1965年～1967年、2013年没）
- ホーク・ウォリンスキー - ベース、キーボード（1966年～1967年、2015年、2016年）
- ノーム・ゴッチ - リズム・ギター（1964年-1965年）
- ウェイン・パーセル - ベース（1964年～1965年）
- マイケル・ウェーバー - リード・ギター、バッキング・ヴォーカル、ドラムス、キーボード（2013年～2022年）
- ジェフ・ミラー・サックス - パーカッション、キーボード、ギター、バッキング・ヴォーカル（2012年 - 2022年）

## ディスコグラフィー

### シングル
| Year | Title                                                        | US Hot 100 | US Cash Box | Album                          | Label                   |
| ---- | ------------------------------------------------------------ | ---------- | ----------- | ------------------------------ | ----------------------- |
| 1966 | "Gloria" "Dark Side"                                         | 10         | 7           | Gloria                         | Dunwich Records D-116   |
| 1966 | "Oh Yeah" "Light Bulb Blues "                                | 39         | —           | Gloria                         | Dunwich Records D-122   |
| 1966 | "Bad Little Woman" "Gospel Zone"                             | 91         | —           | Back Door Men                  | Dunwich Records D-128   |
| 1966 | "I'm Gonna Make You Mine" "I'll Make You Sorry "             | 90         | —           | Non-album single Back Door Men | Dunwich Records D-141   |
| 1967 | "Willie Jean" "The Behemoth"                                 | —          | —           | Non-album single Back Door Men | Dunwich Records D-151   |
| 1967 | "Someone Like Me" "Three For Love"                           | —          | —           | Non-album single               | Dunwich Records D-167   |
| 1968 | "Shake" "From Way Out To Way Under"                          | 46         | 60          | Non-album single               | Team Records 520        |
| 1969 | "My Fire Department Needs A Fireman" "Taurus"                | —          | —           | Non-album single               | Super K Records SK8     |
| 1969 | "Run Run Billy Porter " "My Fire Department Needs A Fireman" | —          | —           | Non-album single               | Super K Records SK10    |
| 1970 | "I Am the Hunter" "Warwick Court Affair"                     | —          | —           | Non-album single               | Atco 45-6776            |
| 2020 | "Wild Man" "I Ain't Got You"                                 | —          | —           | Non-album single               | Wicked Cool WKC-69012-1 |

### スタジオ・アルバム
| Year | Title                | Label               |
| ---- | -------------------- | ------------------- |
| 1966 | Gloria               | Dunwich Records 666 |
| 1966 | Back Door Men        | Dunwich Records 667 |
| 1969 | Shadows of Knight    | Super K SKS 6002    |
| 2007 | A Knight To Remember | Bassic-Lee Music    |

### ライヴ・アルバム
| Year | Title                                     | Label                        |
| ---- | ----------------------------------------- | ---------------------------- |
| 1992 | Raw 'n Alive at the Cellar, Chicago 1966! | Sundazed SC 11013            |
| 1992 | Live! (In Rockford, IL. 1972)             | Performance Records DONE 5CD |
| 2015 | Live 1966                                 | Sundazed                     |
| 2018 | Alive in '65                              | Sundazed                     |
| 2020 | 50th Anniversary Reunion Concert          | Giving Shelter               |